# Star-активність
Star — активність (зоряна, вторинна, штрихова активність) — явище виникнення в частини ендонуклеаз рестрикції при неоптимальних умовах неспецифічної активності, що проявляється в розщепленні неканонічних послідовностей впізнавання.
Це явище характерне для добре відомих рестриктаз EcoRI (для EcoRI — NAATTN), BamHI та ряду інших ферментів.
Це призводить до появи «шмера» (шмер — розмазана туманна смужка ДНК, що йде від старту до фінішу) замість чітких смуг в гелі.